# كسوف الشمس 30 أبريل 2060
سيحدث كسوف كلي للشمس يوم الجمعة 30 أبريل 2060. يحدث كسوف الشمس عندما يمر القمر بين الأرض والشمس ، وبالتالي يحجب صورة الشمس كليًا أو جزئيًا عن مشاهد على الأرض. يحدث الكسوف الكلي للشمس عندما يكون القطر الظاهري للقمر أكبر من قطر الشمس ، مما يحجب كل ضوء الشمس المباشر ، ويحول النهار إلى ظلام. تحدث الكلية في مسار ضيق عبر سطح الأرض ، مع كسوف جزئي للشمس مرئي فوق المنطقة المحيطة بعرض آلاف الكيلومترات.

## الخسوفات ذات الصلة

### كسوف الشمس 2059-2061
هذا الكسوف هو جزء من سلسلة كسوف الشمس 2059-2061. يتكرر الكسوف في كل 177 يومًا تقريبًا و 4 ساعات ي العقد المتناوبة من مدار القمر.
| 119 | مايو 22, 2058 جزئي             | 124 | نوفمبر 16, 2058 جزئي |
| 129 | مايو 11, 2059 [الإنجليزية] كلي | 134 | نوفمبر 5, 2059 حلقي  |
| 139 | أبريل 30, 2060 كلي             | 144 | أكتوبر 24, 2060 حلقي |
| 149 | أبريل 20, 2061 كلي             | 154 | أكتوبر 13, 2061 حلقي |

### ساروس 139
جزء من مسلسل ساروس 139 يتكرر كل 18 سنة و 11 يوم و 8 ساعات ويحتوي على 71 حدثا.
- بدأت السلسلة بكسوف جزئي للشمس في 17 مايو 1501.
- وهي تحتوي على كسوف هجين في 11 أغسطس 1627 حتى 9 ديسمبر 1825
- وخسوفًا كليًا من 21 ديسمبر 1843 حتى 26 مارس 2601. -
- خسوف جزئي في 3 يوليو 2763. خسوفه في ثلاثة أعمدة كل خسوف يكون متباعدًا بحيث يلقي بظلاله على نفس أجزاء الأرض تقريبًا.
- سيكون كسوف الشمس في 13 يونيو 2132 أطول كسوف كلي للشمس منذ 11 يوليو 1991 في 6 دقائق و 55.02 ثانية.
- ستكون أطول مدة من الكسوف الكلي بواسطة الحدث 39 في مدة قدرها 7 دقائق و 29.22 ثانية في 16 يوليو 2186.
- بعد هذا التاريخ ستنخفض كل مدة ، حتى نهاية السلسلة.

هذا التاريخ هو أطول كسوف للشمس تم حسابه بين 4000BC و 6000 بعد الميلاد. تقع خسوفات سلسلة ساروس أثناء عقدة القمر الصاعدة (وهو مصطلح يتعلق باتفاقيات خط الاستواء والتسمية القطبية).
| تحدث أعضاء السلسلة 24-45 بين عامي 1901 و 2300 | تحدث أعضاء السلسلة 24-45 بين عامي 1901 و 2300 | تحدث أعضاء السلسلة 24-45 بين عامي 1901 و 2300 |
| 24                                            | 25                                            | 26                                            |
| --------------------------------------------- | --------------------------------------------- | --------------------------------------------- |
| فبراير 3, 1916 [الإنجليزية]                   | فبراير 14, 1934 [الإنجليزية]                  | فبراير 25, 1952 [الإنجليزية]                  |
| 27                                            | 28                                            | 29                                            |
| مارس 7, 1970 [الإنجليزية]                     | مارس 18, 1988 [الإنجليزية]                    | مارس 29, 2006                                 |
| 30                                            | 31                                            | 32                                            |
| أبريل 8, 2024                                 | أبريل 20, 2042                                | أبريل 30, 2060                                |
| 33                                            | 34                                            | 35                                            |
| مايو 11, 2078 [الإنجليزية]                    | مايو 22, 2096 [الإنجليزية]                    | يونيو 3, 2114 [الإنجليزية]                    |
| 36                                            | 37                                            | 38                                            |
| يونيو 13, 2132 [الإنجليزية]                   | يونيو 25, 2150 [الإنجليزية]                   | يوليو 5, 2168 [الإنجليزية]                    |
| 39                                            | 40                                            | 41                                            |
| يوليو 16, 2186 [الإنجليزية]                   | يوليو 27, 2204                                | أغسطس 8, 2222                                 |
| 42                                            | 43                                            | 44                                            |
| أغسطس 18, 2240                                | أغسطس 29, 2258                                | سبتمبر 9, 2276                                |
| 45                                            |                                               |                                               |
| سبتمبر 20, 2294                               |                                               |                                               |

### سلسلة ميتونيك
تتكرر السلسلة ميتونيك كل 19 عامًا (6939.69 يومًا) ، وتستمر حوالي 5 دورات. يحدث الكسوف في نفس تاريخ التقويم تقريبًا. بالإضافة إلى ذلك ، تتكرر سلسلة أكتون الفرعية 1/5 من ذلك أو كل 3.8 سنوات (1387.94 يومًا). تحدث جميع الكسوفات في هذا الجدول عند العقدة الصاعدة للقمر.
| 21 حدثًا من أحداث الكسوف ، تتقدم من الجنوب إلى الشمال بين 13 يوليو 2018 و 12 يوليو 2094 | 21 حدثًا من أحداث الكسوف ، تتقدم من الجنوب إلى الشمال بين 13 يوليو 2018 و 12 يوليو 2094 | 21 حدثًا من أحداث الكسوف ، تتقدم من الجنوب إلى الشمال بين 13 يوليو 2018 و 12 يوليو 2094 | 21 حدثًا من أحداث الكسوف ، تتقدم من الجنوب إلى الشمال بين 13 يوليو 2018 و 12 يوليو 2094 | 21 حدثًا من أحداث الكسوف ، تتقدم من الجنوب إلى الشمال بين 13 يوليو 2018 و 12 يوليو 2094 |
| 12-13 يوليو                                                                            | 30 أبريل - 1 مايو                                                                      | من 16 إلى 17 فبراير                                                                    | 5-6 ديسمبر                                                                             | من 22 إلى 23 سبتمبر                                                                    |
| 117                                                                                    | 119                                                                                    | 121                                                                                    | 123                                                                                    | 125                                                                                    |
| -------------------------------------------------------------------------------------- | -------------------------------------------------------------------------------------- | -------------------------------------------------------------------------------------- | -------------------------------------------------------------------------------------- | -------------------------------------------------------------------------------------- |
| </img> </br> 13 يوليو 2018                                                             | </img> </br> 30 أبريل 2022                                                             | </img> </br> 17 فبراير 2026                                                            | </img> </br> 5 ديسمبر 2029                                                             | </img> </br> 23 سبتمبر 2033                                                            |
| 127                                                                                    | 129                                                                                    | 131                                                                                    | 133                                                                                    | 135                                                                                    |
| </img> </br> 13 يوليو 2037                                                             | </img> </br> 30 أبريل 2041                                                             | </img> </br> 16 فبراير 2045                                                            | </img> </br> 5 ديسمبر 2048                                                             | </img> </br> 22 سبتمبر 2052                                                            |
| 137                                                                                    | 139                                                                                    | 141                                                                                    | 143                                                                                    | 145                                                                                    |
| </img> </br> 12 يوليو 2056                                                             | </img> </br> 30 أبريل 2060                                                             | </img> </br> 17 فبراير 2064                                                            | </img> </br> 6 ديسمبر 2067                                                             | </img> </br> 23 سبتمبر 2071                                                            |
| 147                                                                                    | 149                                                                                    | 151                                                                                    | 153                                                                                    | 155                                                                                    |
| </img> </br> 13 يوليو 2075                                                             | </img> </br> 1 مايو 2079                                                               | </img> </br> 16 فبراير 2083                                                            | </img> </br> 6 ديسمبر 2086                                                             | </img> </br> 23 سبتمبر 2090                                                            |
| 157                                                                                    |                                                                                        |                                                                                        |                                                                                        |                                                                                        |
| </img> </br> 12 يوليو 2094                                                             |                                                                                        |                                                                                        |                                                                                        |                                                                                        |

## روابط خارجية
- www.solar-eclipse.de - متوسط التغطية السحابية والمدن على طول مسار الكسوف
- رسومات ناسا